# Kreislehrgarten Bad Grönenbach

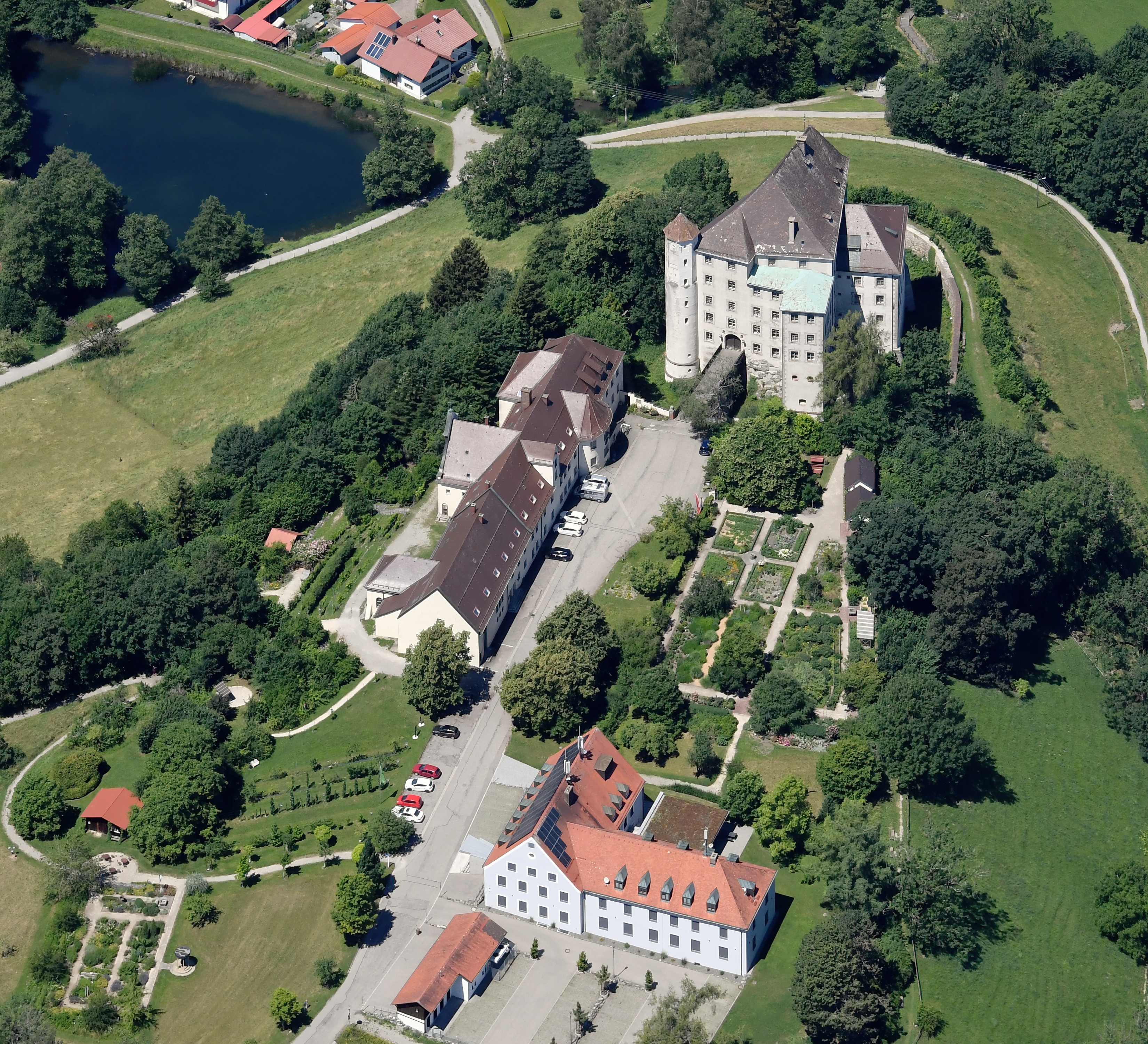
Luftbild des Hohen Schlosses mit dem Kreislehrgarten direkt unterhalb des Schlosses

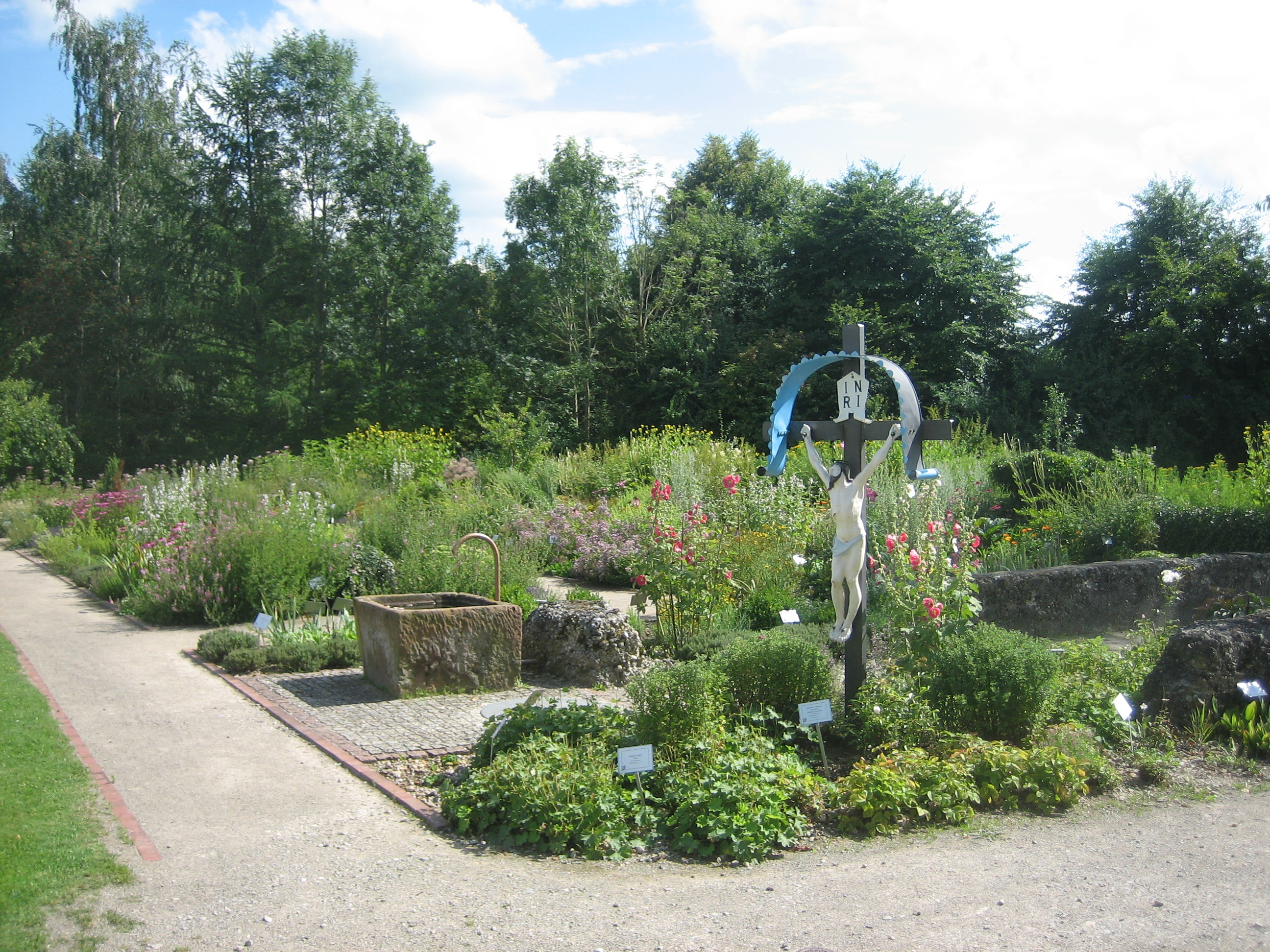
Kreislehrgarten in Bad Grönenbach

Der Kreislehrgarten Bad Grönenbach befindet sich auf dem Schlossberg in unmittelbarer Nähe des Hohen Schlosses in Bad Grönenbach, im Landkreis Unterallgäu, Bayern. Der erste Spatenstich zur Errichtung des Kreislehrgartens fand 1999 statt, eingeweiht wurde er am 29. Juli 2000.

## Geschichte
Ein Kreislehrgarten im Unterallgäu wurde auf Anregung des ehemaligen stellvertretenden Landrats Georg Fickler ins Leben gerufen. Der Standort in Bad Grönenbach setzte sich dabei, unter anderem gegen die Vorschläge den Kreislehrgarten in Klosterwald oder in Bad Wörishofen zu errichten, durch. Er folgt dabei historisch früher angelegten Gärten. Die Fläche hatten zuletzt die Schwestern der St. Josefskongregation bewirtschaftet. Der Beschluss den Kreislehrgarten in Bad Grönenbach zu errichten erfolgte im Jahr 1998. Rund 2 Jahre später konnte Kreislehrgarten offiziell eröffnet werden.

## Kreislehrgarten
Der Garten besteht aus drei Hauptbereichen, dem Schlossgarten mit Bauerngarten, seit 2002 einem Weinberg an der westlichen Seite des Schlossberges, sowie einem Kräutergarten. Innerhalb des Bauerngartens befinden sich neben zahlreichen Gemüsesorten auch Rosen und Blütenstauden. Circa 50 Weinstöcke verschiedener Tafeltrauben befinden sich im Weinberg. Neben den Weinstöcken sind auch unterschiedliche Sorten von Brom- und Himbeeren sowie Kiwis angepflanzt. Zahlreiche Kräuter, wie Melisse, Salbei und Fingerhut sind im Bereich des Kräutergartens vorhanden. Auf dem Gelände ist seit 2006 auch ein Lehrbienenstand vorhanden. Die Pflege des Lehrgartens wird ehrenamtlich durch verschiedene Gartenbauvereine des Landkreises Unterallgäu durchgeführt. Der Kreislehrgarten ist ganzjährig frei zugänglich.

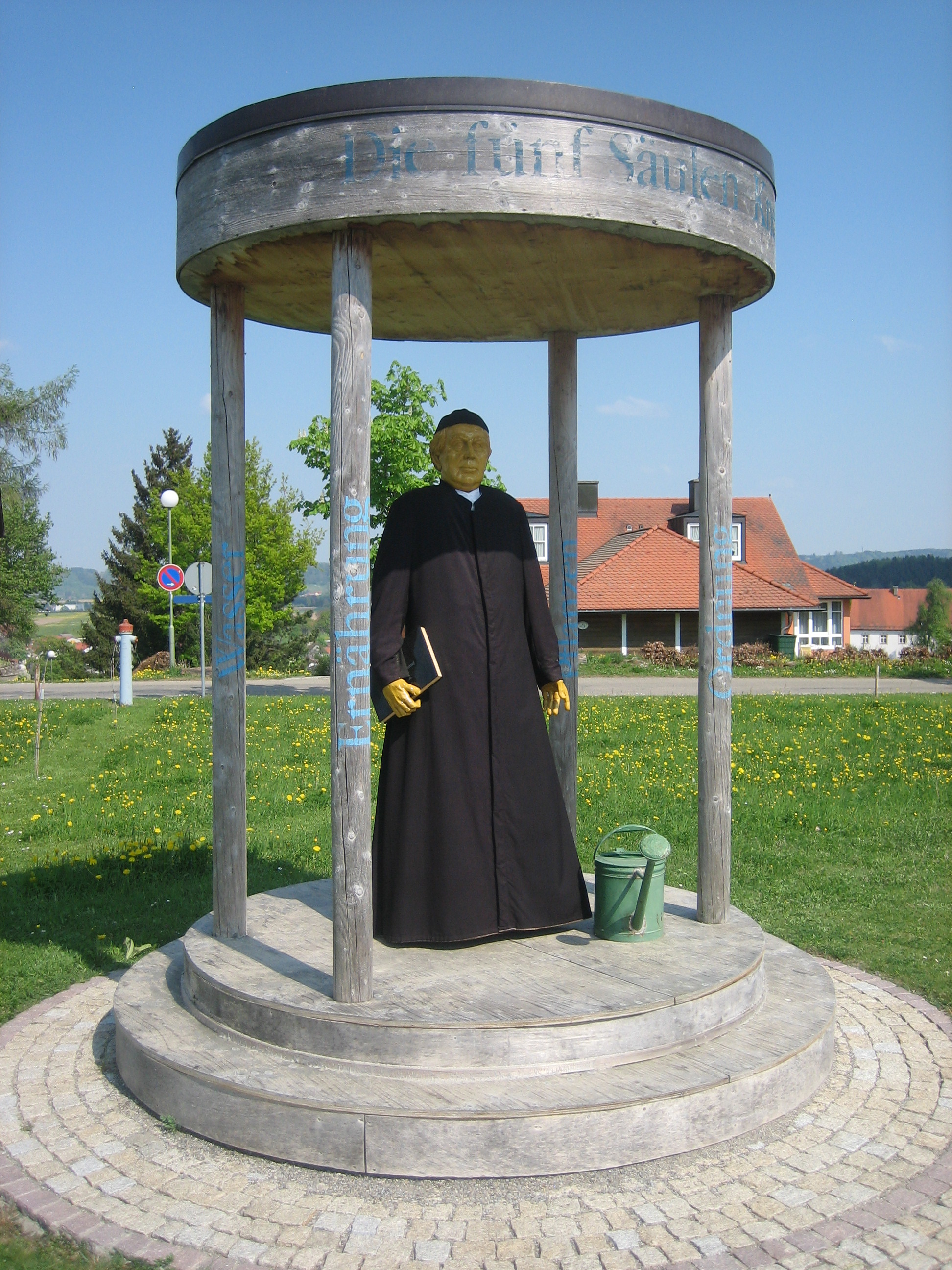
Sebastian-Kneipp-Figur am Kräutergarten
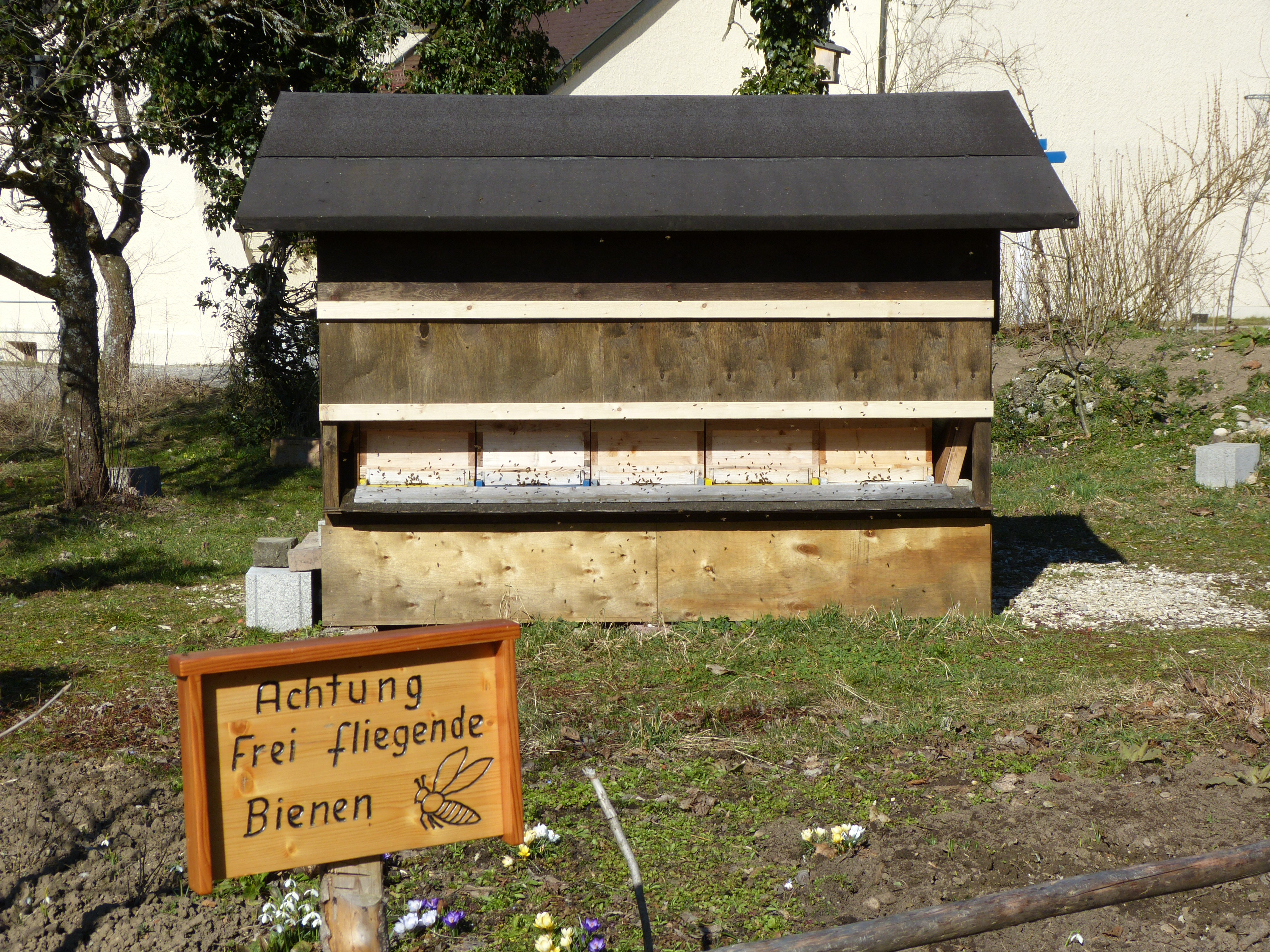
Lehrbienenstand in der Nähe des Weinberges

### Gartenlaube

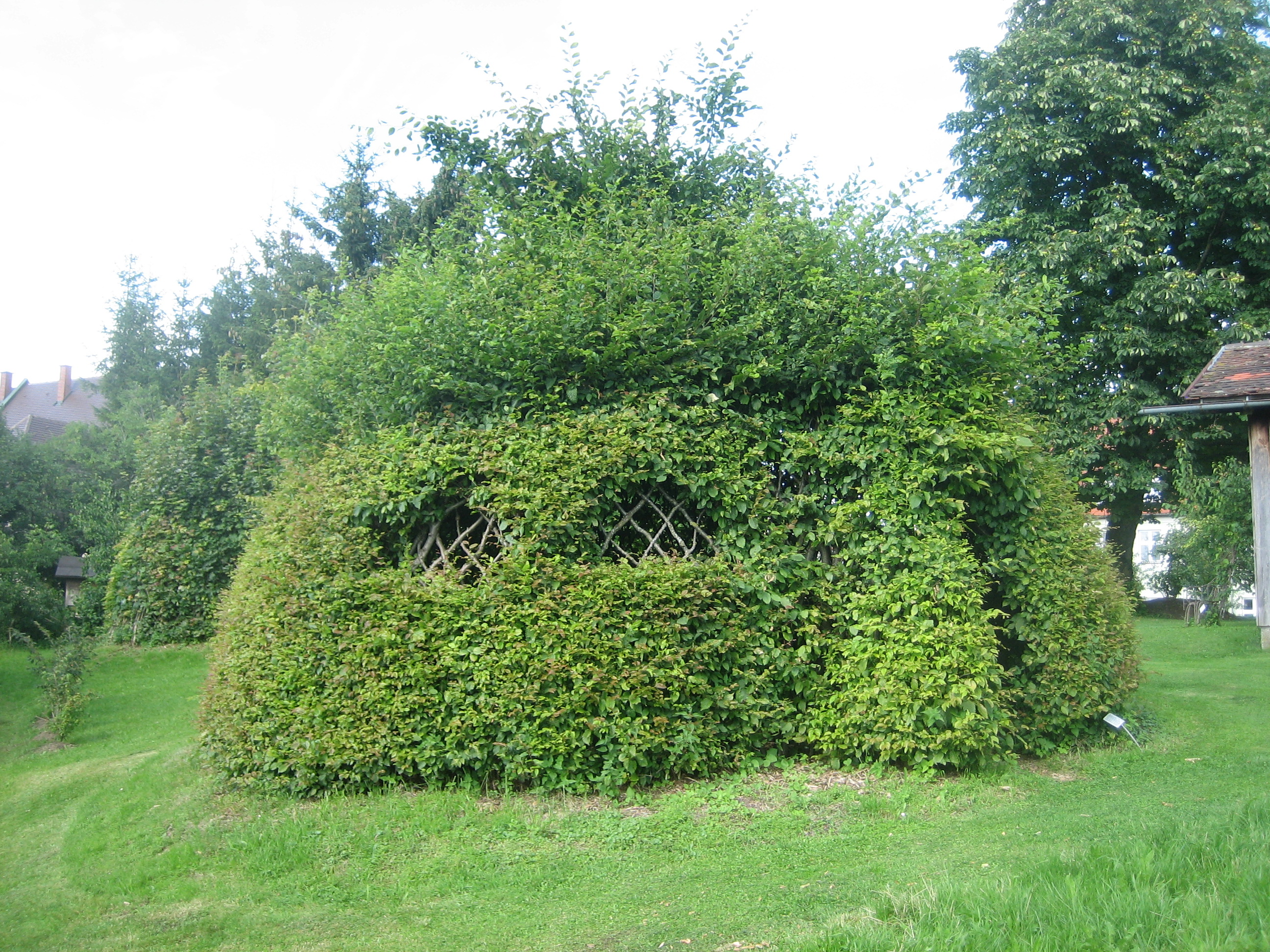
Gartenlaube auf dem Gelände des Kreislehrgartens

Im Frühjahr 2002 wurden im Kreislehrgarten zwei lebende Lauben aus verschiedenen Gehölzen gepflanzt. Eine Laube besteht aus einer Hainbuche, die andere Laube aus Spitzahorn. Die Idee lebende Gehölze zur Errichtung von Bauwerken zu verwenden, wurde bereits 1926 von Arthur Wiechula publiziert, jedoch erst sehr viel später umgesetzt.